# Medyk Konin

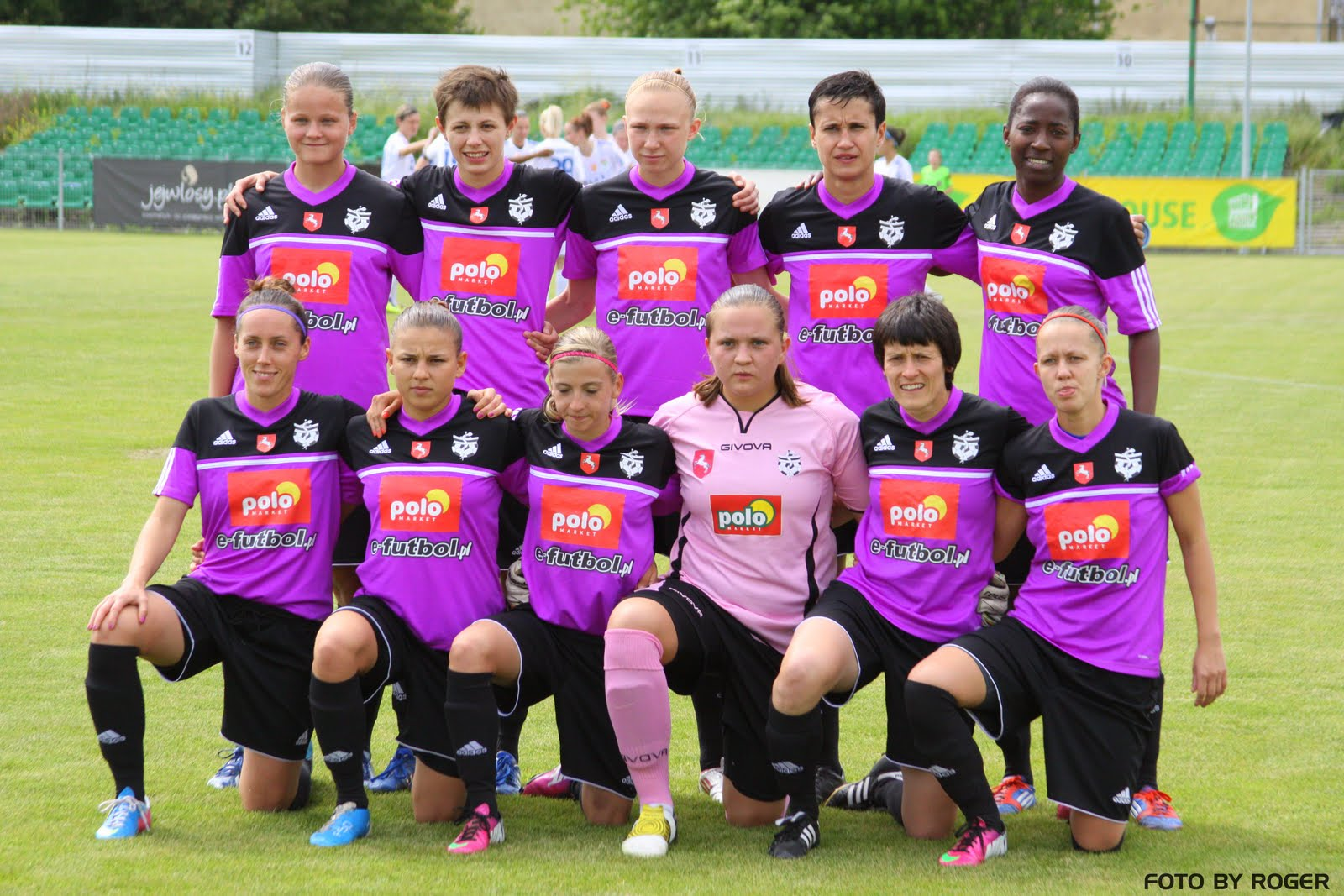
Drużyna Medyka Konin podczas finału Pucharu Polski w 2013 r.

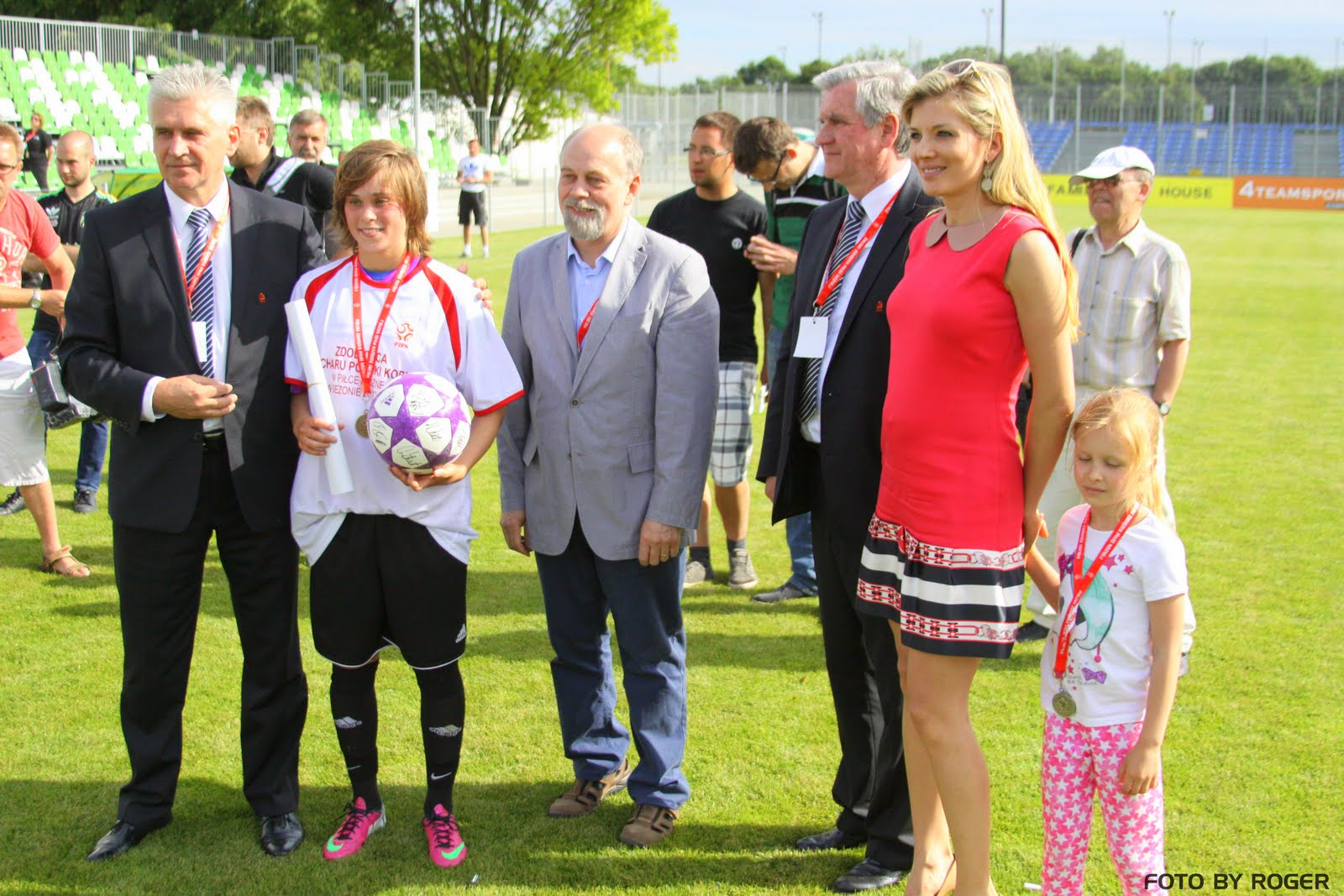
Ewa Pajor zawodniczka Medyka Konin po zdobyciu Puchar Polski w sezonie 2012-2013

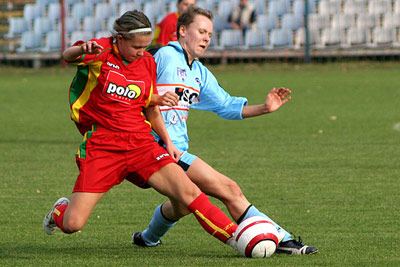
Piłkarka Medyka (w czerwonej koszulce) w akcji

Koniński Klub Piłkarstwa Kobiecego Medyk – kobiecy polski klub piłkarski z Konina. 
Czterokrotny Mistrz Polski i dziewięciokrotny zdobywca Pucharu Polski. Czterokrotnie klub wygrywał turniej kwalifikacyjny UEFA Women’s Champions League i uczestniczył w 1/16 rozgrywek. Wielokrotny medalista – trzynaście razy drużyna stawała na podium mistrzostw Polski, dziewięciokrotnie zdobywając srebrny medal oraz pięciokrotnie brązowy medal.

## Historia
Zespół został założony jako drużyna Liceum Medycznego w Koninie, po raz pierwszy drużyna wystąpiła 23 marca 1985 roku w turnieju halowym zorganizowanym w Kleczewie. Po turnieju powołano oficjalnie Szkolny Klub Sportowy „Medyk”, a 30 kwietnia 1985 roku odbyło się zebranie założycielskie, na którym powołano Zarząd Konińskiego Klubu Piłkarstwa Kobiecego „Medyk”, którego prezesem został Roman Jaszczak. 1 maja 1985 roku drużyna rozegrała pierwsze spotkanie towarzyskie z klubem TKKF „Teofilów” Łódź, a 18 maja klub zadebiutował w rozgrywkach o mistrzostwa II ligi. Klub trenował na boisku udostępnionym przez Cukrownię Gosławice, trenerem był Roman Jaszczak.
W 1986 roku klub awansował do ćwierćfinału Pucharu Polski w piłce nożnej kobiet, klub znalazł się także na drugim miejscu tabeli w II lidze. W tym samym roku zawodniczka klubu Marzena Maląg została powołana do młodzieżowej, a następnie seniorskiej reprezentacji Polski. W sezonie 1992/1993 klub zajął pierwsze miejsce w rozgrywkach II ligi i awansował do I ligi.
W styczniu 2024 roku Roman Jaszczak przestał pełnić funkcję trenera i zastąpił go Michał Sypuła. W 2024 roku zespół spadł z Ekstraligi do I ligi.
Klub prowadzi trzy akademie: Oranje Sport Konin, DAF Płońsk i EKO Sport w Białymstoku.

## Sukcesy
- Mistrzostwo Polski kobiet:
  -  Mistrz Polski (4x): 2014, 2015, 2016, 2017
  -  Wicemistrz Polski (10x): 2003, 2004, 2006, 2008, 2010, 2011, 2012, 2013, 2019, 2020
- Pucharu Polski kobiet:
  -  Zwycięzca (9x): 2005, 2006, 2008, 2013, 2014, 2015, 2016, 2017, 2019
- Halowe Mistrzostwo Polski – 1998, 1999, 2006, 2010

## Występy w europejskich pucharach
W swoim pierwszym występie w Lidze Mistrzów drużyna przebrnęła fazę wstępną zwyciężając swoją grupę, pokonując wszystkie trzy przeciwne ekipy. W 1/16 finału rozgrywek, drużyna zagrała ze szkockim Glasgow City. Pierwszy mecz rozegrany został w Koninie. Gospodynie zwyciężyły dwiema bramkami, nie tracąc przy tym żadnej. W rewanżu w Szkocji Koninianki przegrały po dogrywce i odpadły z dalszej rywalizacji.
W kolejnym sezonie zawodniczki Medyka bez problemów pokonały swoje rywalki w fazie wstępnej i awansowały do 1/16 finału rozgrywek. Tam zmierzyły się z francuskim Olympique Lyon. Różnica klas była zauważalna, w pierwszym meczu zawodniczki przegrały aż 0:6. W rewanżu zaprezentowały się lepiej, jednak także przegrały, tym razem 0:3.
W sezonie 2016/2017 zawodniczki po raz kolejny błyskawicznie przebrnęły przez fazę wstępną. W 1/16 finału rozgrywek Medyk mierzył się z włoską Brescią. Pomimo zwycięstwa w pierwszym meczu na swoim stadionie 4:3, „Medyczki” przegrały w rewanżu 2:3 i nie uzyskały historycznego awansu do 1/8 finału rozgrywek.
| Sezon   | Rozgrywki     | Runda        | Wynik          | Przeciwnik                |
| ------- | ------------- | ------------ | -------------- | ------------------------- |
| 2014/15 | Liga Mistrzów | Faza wstępna | 3-0            | SFK 2000                  |
| 2014/15 | Liga Mistrzów | Faza wstępna | 7-0            | Åland United              |
| 2014/15 | Liga Mistrzów | Faza wstępna | 11-1           | ŽFK Kochani               |
| 2014/15 | Liga Mistrzów | 1/16 finału  | 2-0, 0-3 dogr. | Glasgow City F.C.         |
| 2015/16 | Liga Mistrzów | Faza wstępna | 5-0            | Cardiff Met. Ladies F.C.  |
| 2015/16 | Liga Mistrzów | Faza wstępna | 6-0            | Wexford Youths Womens AFC |
| 2015/16 | Liga Mistrzów | Faza wstępna | 4-0            | Gintra Universitetas      |
| 2015/16 | Liga Mistrzów | 1/16 finału  | 0-6, 0-3       | Olympique Lyon            |
| 2016/17 | Liga Mistrzów | Faza wstępna | 9-0            | ŽFK Breznica              |
| 2016/17 | Liga Mistrzów | Faza wstępna | 1-0            | Pärnu JK                  |
| 2016/17 | Liga Mistrzów | Faza wstępna | 3-1            | CFF Olimpia Cluj          |
| 2016/17 | Liga Mistrzów | 1/16 finału  | 4-3, 2-3       | Brescia                   |
| 2017/18 | Liga Mistrzów | Faza wstępna | 0-0            | Shelbourne                |
| 2017/18 | Liga Mistrzów | Faza wstępna | 2-1            | Pallokerho-35             |
| 2017/18 | Liga Mistrzów | Faza wstępna | 4-1            | Linfield                  |
| 2017/18 | Liga Mistrzów | 1/16 finału  | 0-5, 0-9       | Olympique Lyon            |

## Obecny skład (stan na 11.08.2022)
| Nr | Poz. | Piłkarz           |
| -- | ---- | ----------------- |
| 1  | BR   | Oliwia Szymczak   |
| 77 | BR   | Viktoria Ćwik     |
| 33 | BR   | Julia Woźniak     |
| 4  | OB   | Zuzanna Kogutek   |
| 5  | OB   | Gabriela Mikucka  |
| 17 | OB   | Anastasija Rocane |
| 23 | OB   | Natasza Krupa     |
| 24 | OB   | Klaudia Urna      |
| 37 | OB   | Olha Zubchyk      |
| 12 | OB   | Sashana Campbell  |
| 15 | PO   | Julia Chudy       |
| 14 | PO   | Oliwia Jaśniak    |

| Nr | Poz. | Piłkarz                  |
| -- | ---- | ------------------------ |
| 21 | PO   | Liwia Lizik              |
| 6  | PO   | Monika Mierzejewska      |
| 10 | PO   | Natalia Pakulska         |
| 19 | PO   | Karlina Miksone          |
| 30 | PO   | Nikoletta Pitsiou        |
| 20 | PO   | Julia Ustarbowska        |
| 25 | NA   | Paulina Włodarek         |
| 7  | NA   | Patrycja Ziemba          |
| 9  | NA   | Anna Gawrońska (kapitan) |
| 18 | NA   | Patrycja Sikora          |
| 11 | NA   | Hanna Skryhanava         |
| 27 | NA   | Grigoria Poulou          |